# 浜本万三
浜本 万三（はまもと まんそう、1920年9月9日 - 2008年1月21日）は、日本の政治家。位階は従三位。勲等は勲一等。
参議院議員（3期）、日本社会党参議院議員会長、参議院社会労働委員長、労働大臣（第60代）などを歴任した。

## 来歴
広島県尾道市出身。向東高等小学校卒業。
広島電気（現：中国電力）に入社後、労働運動に参加した。日本電気産業労働組合広島県支部委員長や広島県労働組合会議議長などを歴任した。
1974年の第10回参議院議員通常選挙で日本社会党から立候補し、初当選を果たした。以来、通算18年（2回落選）の国政生活を送る。社会党右派の系譜に連なる政権構想研究会に所属した。在任中は社会党参議院議員会長や参議院社会労働委員長などを歴任。参院社会党の取りまとめ役的な存在であった。1993年に社会党シャドーキャビネットの労働大臣、1994年に成立した自社さ連立の村山内閣では労働大臣を務め、長年の悲願であった被爆者援護法の制定に被爆地の政治家として尽力した。1995年の第17回参議院議員通常選挙には出馬せず、政界を引退。
1996年、社会民主党が結成されると、社民党広島県連合顧問に就任した。同年、勲一等瑞宝章受章。
2007年の広島市長選挙では、社会民主党出身で現職の秋葉忠利ではなく、広島市議会議員の大原邦夫（日本社会党の大原亨の三男）を支援した。
2008年1月21日、多臓器不全のため広島市の病院で死去。87歳没。叙従三位。

## 選挙歴
| 当落                        | 選挙                     | 施行日         | 選挙区       | 政党       | 得票数  | 得票率 | 得票順位 /候補者数 | 比例区 | 比例順位 /候補者数 |
| --------------------------- | ------------------------ | -------------- | ------------ | ---------- | ------- | ------ | ------------------ | ------ | ------------------ |
| 当                          | 第10回参議院議員通常選挙 | 1974年7月7日   | 広島県地方区 | 日本社会党 | 352,299 | 27.1   | 2/5                | -      | -                  |
| 落                          | 第12回参議院議員通常選挙 | 1980年6月22日  | 広島県地方区 | 日本社会党 | 312,050 | 22.9   | 3/4                | -      | -                  |
| 落                          | 第12回参議院議員補欠選挙 | 1981年11月29日 | 広島県地方区 | 日本社会党 | 215,675 | 24.5   | 2/3                | -      | -                  |
| 当                          | 第13回参議院議員通常選挙 | 1983年6月26日  | 広島県選挙区 | 日本社会党 | 381,339 | 38.1   | 2/3                | -      | -                  |
| 当                          | 第15回参議院議員通常選挙 | 1989年7月23日  | 広島県選挙区 | 日本社会党 | 509,486 | 38.8   | 1/4                | -      | -                  |
| 当選回数3回 （参議院議員3） |                          |                |              |            |         |        |                    |        |                    |

## 著書
- 『花は想う人の側に咲く　浜本万三回顧録』広島大学文書館編、現代史料出版、2009年